# 昔加末
昔加末是马来西亚柔佛州昔加末县的县府，同时也是柔佛州最北边的城市。由于昔加末位于新山和吉隆坡之间，使其于近年来不断发展，于2018年1月1日正式升格为市议会。昔加末以农业和种植业为主，其中大部分种植物为油棕和橡胶，并有出产榴梿，主要景点为热水湖（Air Panas）。

## 名稱
根据历史学家翁姑莫哈末扎曼達希（Ungku Mohd Zaman Tahir）研究，昔加末原本被称为「兰斗班让」（Rantau Panjang）。1511年，葡萄牙攻陷马六甲后，人稱「跛脚宰相」（Bendahara Tepok）的马六甲末任宰相巴杜卡端（Bendahara Paduka Tuan）和他的部下逃亡至此处。他们在當地河边停顿休息，巴杜卡端喝了一口河水后，说道「Segar amat badanku ini」（马来语「我的身体十分清爽」），当地因此命名为「Segar Amat」，随着时间的推移演变成「Segamat」。当地华人早期有译作昔加末、昔加挽、昔加乜、昔加密等，现今多译作“昔加末”。

## 经济
昔加末主要生产橡胶和油棕。昔加末榴梿闻名馬來西亞及新加坡。政府有各种计划发展工业，但大部分都半途而废或失败。内陆码头原本要为昔加末带来发展，但由于没有市场而停用。2006年12月19日的大水灾淹没大部分昔加末市，造成极大的直接经济损失。
2010年起，昔加末迎来许多发展，其中包括建设升级昔加末至东甲的公路、大型治水计划、金马士站至新山双轨火车计划以及重新启用内陆码头。前银旺广场被改建为保龄球场，隔邻也有一家电影院。昔加末现今唯一的电影院MM2影院落在昔加末中央广场购物中心。

## 交通

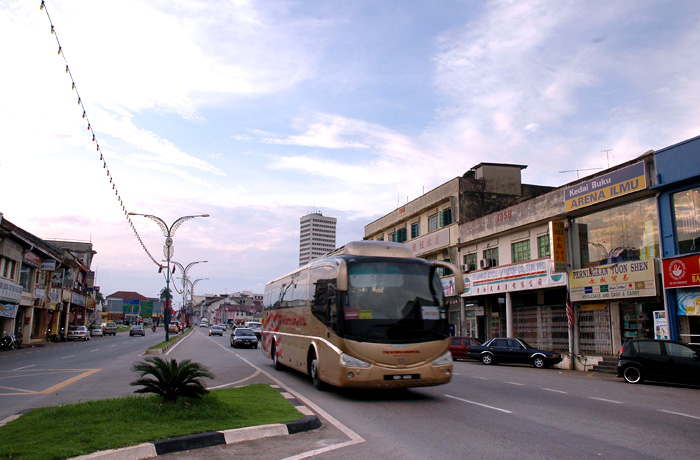
昔加末市貌

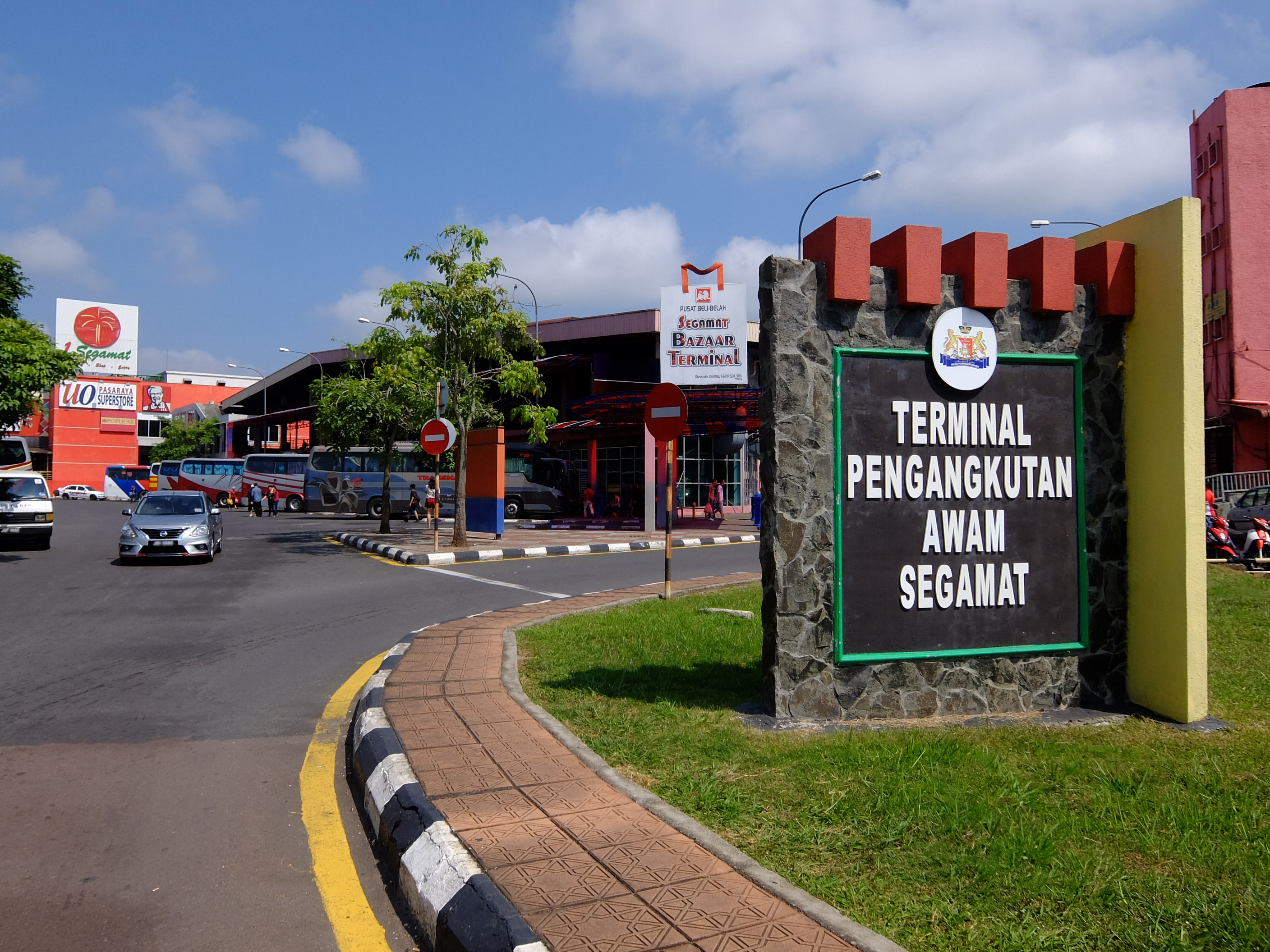
昔加末公共交通总站

- 乘座KTM Intercity到昔加末火車站[6]
- 乘座Northwest第65號等巴士到達[7]